# Robert Herbert Carcasson
Robert Herbert Carcasson (5 december 1918, Cheltenham - 1982) was een Engelse entomoloog, die gespecialiseerd is in vlinders. Hij was directeur van de Nationale Museum van Kenia in Nairobi van 1961 tot 1968. 

## Publicaties
- 1961: The Acraea butterflies of East Africa (Lepidoptera, Acraeidae). J.E. Africa Nat. Hist. Soc. Special Supplement No 8
- 1964: A preliminary survey of the zoogeography of African butterflies. East African Wildlife journal 2: 122-157.
- 1968: The Sphingidae (Hawk Moths) of Eastern Africa. Ph.D. thesis. pp.233. Nairobi: University of East Africa.
- 1975: The Swallowtail Butterflies of East Africa (Lepidoptera,Papilionidae). E.W. Classey Ltd.
- 1976: Revised catalogue of the African Sphingidae (Lepidoptera) with descriptions of the East African species. Second edition.Faringdon, Oxen: E.W. Classey Ltd.
- 1980: Collins Handguide to the butterflies of Africa. Collins: London